# 冯海荣
冯海荣（1971年—），女性，河北丰润人，汉族，中华人民共和国政治人物、第十一届全国人民代表大会甘肃地区代表。

## 生平
毕业于华东冶金学院机械专业。担任甘肃省酒泉鋼鐵集團公司检修工程公司高级工程师。2008年至2013年担任全国人大代表。